# Józefów (gmina Ładzice)
Józefów – wieś w Polsce położona w województwie łódzkim, w powiecie radomszczańskim, w gminie Ładzice.
W latach 1975–1998 miejscowość należała administracyjnie do województwa piotrkowskiego.